# عقد 1120
عقد 1120 هو عقد امتد بين 1 يناير 1120 و31 ديسمبر 1129 بحسب التقويم الميلادي. سبقه عقد 1110 ولحقه عقد 1130.

## أحداث
- معركة مرج الصفر (1126)
- معركة القلاعة (1129)
- معركة كتندة (1120)
- معركة يبنة (1123)
- معركة ديدجوري (1121)
- معركة أعزاز (1125)
- معركة ساو ماميد (1128)

## مواليد
- يوسف المستنجد بالله (1124)
- فريدرش الأول بربروسا (1122)
- ميخائيل السرياني (1126)
- أبو العباس السبتي (1129)
- جيافارمان السابع (1125)
- إليانور آكيتاين (1124)
- ابن مردنيش (1124)
- ابن طبرزد (1123)
- عمارة اليمني (1121)
- أرناط (1123)
- غي دي لوزينيان (1129)

## وفيات
- فيليسيا دي روسي (1123)
- هنري الخامس (1125)
- أبو محمد القاسم الحريري (1122)
- حسن الصباح (1124)
- أبو الفتوح أحمد الغزالي (1126)
- فلوريس الثاني، كونت هولندا (1122)
- إنغه الأصغر (1125)
- الأفضل شاهنشاه (1121)
- فلاديمير مونوماخ (1125)
- شرف الزمان طاهر المروزي (1125)
- برنارد من شارتريس (1124)

## كتب
- Yves Denis Papin (1998). Chronologie de l'histoire ancienne. Lieu de publication non identifié: Éditions Jean-paul Gisserot. ISBN:2-87747-346-5. OCLC:40746926. مؤرشف من الأصل في 2022-03-16.
- موسوعة حضارة العالم (2002) لأحمد محمد عوف.

## روابط خارجية
- تصفح سنة بسنة عقد 1120 على موقع onthisday.com
- تصفح سنة بسنة عقد 1120 ابتداءً من سنة عقد 1120 على موقع المكتبة الوطنية الفرنسية